# 하리시찬드라
하리시찬드라(산스크리트어: हरिश्चन्द्र 하리쉬찬드라)는 이크슈바쿠 왕조의 전설적인 왕으로, 아이타레야 브라마나, 마하바라타, 마르칸데야 푸라나, 데비 바가바타 푸라나 등의 문헌에 여러 전설로 등장한다. 이 이야기들 중 가장 유명한 것은 마르칸데야 푸라나에 언급된 것이다. 이 전설에 따르면, 하리샨드라는 비슈바미트라 현자에게 한 약속을 지키기 위해 왕국을 포기하고, 가족을 팔고, 노예가 되는 데 동의했다.

## 전설

### 아이타레야 브라마나
아이타레야 브라마나에 언급된 전설에 따르면, 하리시찬드라는 백 명의 아내를 두었지만 아들이 없었다. 나라다 현자의 조언에 따라 그는 바루나 신에게 아들을 달라고 기도했다. 바루나는 미래에  하리시찬드라가 자신에게 희생을 바치겠다는 약속과 교환하여 소원을 들어주었다. 이 은혜의 결과로 왕에게 로히타(또는 로히타슈바)라는 아들이 태어났다. 그가 태어난 후 바루나는 하리시찬드라에게 와서 아이를 자신에게 희생하라고 요구했다. 왕은 여러 이유를 들어 희생을 여러 번 미루었지만, 로히타가 성인이 되자 마침내 동의했다. 로히타는 희생되기를 거부하고 숲으로 도망쳤다. 화가 난 바루나는 하리시찬드라를 위장병에 걸리게 했다. 로히타는 간헐적으로 아버지를 방문했지만, 인드라의 조언에 따라 희생에 결코 동의하지 않았다. 나중에 로히타는 인간 희생에서 자신을 수나셰파로 대체할 수 있었다. 수나셰파는 리그베다 신들에게 기도하여 희생에서 구원받았다.  하리시찬드라의 병도 수나셰파의 기도로 치유되었고, 수나셰파는 비슈바미트라 현자에게 입양되었다.
비슷한 이야기가 라마야나에도 나오지만, 왕의 이름은 하리시찬드라 대신 암바리샤로 나온다.

### 푸라나 전설

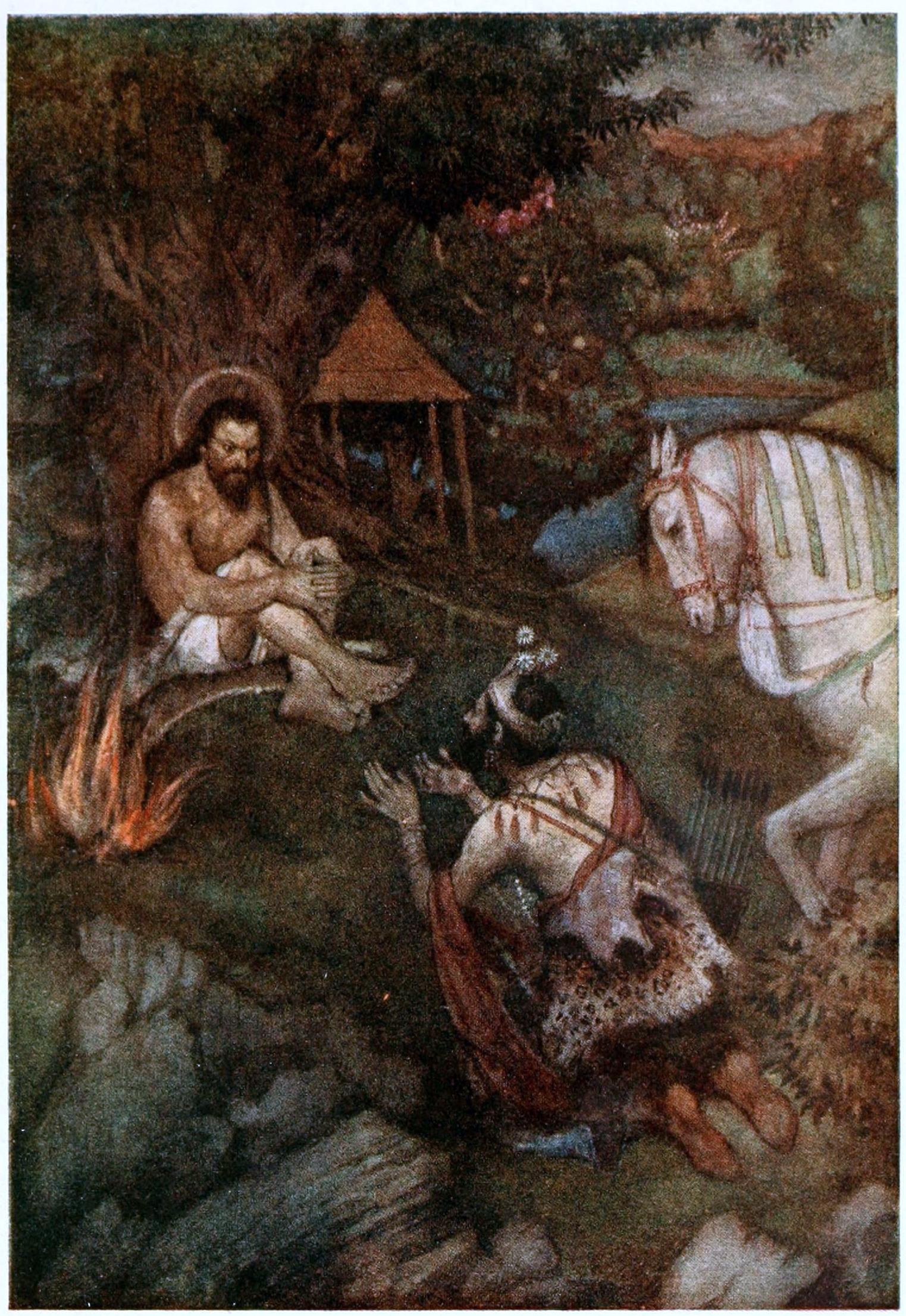
하리시찬드라와 비슈바미트라

푸라나에서 하리시찬드라는 트리샨쿠로 되돌아간다. 비슈누 푸라나는 그를 언급하지만 그의 삶을 자세히 묘사하지는 않는다. 마르칸데야 푸라나는 현명한 새들이 자이미니 현자에게 들려주는 그의 삶에 대한 자세한 전설을 담고 있다. 바가바타 푸라나는 그를 사가라의 아버지이자 바다카의 할아버지로 언급하며, 그의 후손에 대한 전설을 담고 있다.

#### 마르칸데야 푸라나
마르칸데야 푸라나의 전설은 다음과 같다.
```
하리시찬드라 왕은 
트레타 유가
에 살았다. 그는 정직하고 고귀한 왕이었다. 그의 백성들은 번영과 평화를 누렸다. 그에게는 샤이비야(타라마티라고도 불림)라는 왕비와 
로히타슈바
라는 아들이 있었다. 어느 날 사냥을 하던 중 그는 도움을 요청하는 여인의 울음소리를 들었다. 활과 화살을 들고 그는 소리가 나는 방향으로 갔다. 그 소리는 장애물의 군주인 비그나라자가 만든 환상이었다. 비그나라자는 
비슈바미트라
 현자의 
고행
을 방해하려 하고 있었다. 하리시찬드라를 본 그는 왕의 몸에 
빙의
하여 비슈바미트라를 욕하기 시작했다. 이것이 비슈바미트라의 고행을 방해했고, 현자가 이 고행 동안 얻었던 모든 지식을 파괴했다.
```

정신을 차린 하리시찬드라는 현자가 자신에게 매우 화가 나 있음을 깨닫고 사과했다. 그는 자신의 죄책감을 없애기 위해 현자의 어떤 소원이든 들어주겠다고 약속했다. 비슈바미트라는 자신의 라자수야 야즈나에 대한 닥시나(기부금)를 요구했다. 왕은 그에게 대가로 무엇을 원하는지 물었다. 이에 비슈바미트라는 "당신 자신, 아내, 자식 외에 당신이 가진 모든 것을 나에게 주십시오."라고 말했다. 하리시찬드라는 그 요구에 동의했다. 그는 자신의 모든 소유물, 심지어 옷까지도 포기했다. 그가 가족과 함께 궁전을 떠날 준비를 할 때 비슈바미트라는 또 다른 기부를 요구했다. 하리시찬드라는 남은 소유물이 없다고 말했지만, 한 달 안에 또 다른 기부를 하겠다고 약속했다.
하리시찬드라는 아내와 가족과 함께 가난하게 살기 시작했다. 그의 충성스러운 백성들이 그를 따랐다. 비슈바미트라가 왕이 백성들과 함께 있는 것을 보자, 그는 하리시찬드라가 자신의 백성들(현자에게 기부된 왕국의 일부)을 데리고 가는 것에 대해 저주하기 시작했다. 왕은 가족과 함께 왕국을 떠나기로 결정했다. 그들을 더 빨리 보내기 위해 비슈바미트라는 막대기로 왕비를 때리기 시작했다. 다섯 방위의 수호신이 이것을 보자 그들은 비슈바미트라를 비난했다. 현자는 그들을 인간으로 태어나게 될 것이라고 저주했다. 이 수호신들은 판다바와 드라우파디의 아들로 태어났다.
왕국을 떠난 지 거의 한 달이 지난 후, 하리시찬드라는 성스러운 도시 바라나시에 도착했지만, 이미 비슈바미트라가 그곳에 있었다. 현자는 왕이 약속했던 기부금을 요구했다. 하리시찬드라는 한 달이 채 끝나지 않았다고 지적했다. 현자는 다음 일몰에 돌아오겠다고 동의하고 떠났다. 굶주린 아들이 음식을 달라고 울자 하리시찬드라는 현자에게 어떻게 기부할 수 있을지 걱정했다. 그의 아내 샤이비야는 돈을 구하기 위해 자신을 팔 것을 제안했다. 잠시 망설인 후 하리시찬드라는 그 제안을 받아들여 자신을 한 노인에게 팔았다. 그들의 아이는 어머니에게서 떨어지지 않으려 했고, 그래서 아이도 어머니와 동행하기로 결정되었고(아이를 위해 추가 비용이 지불되었다).
곧이어 비슈바미트라가 다시 나타나 기부금을 요구했다. 하리시찬드라는 아내와 아들을 팔아 얻은 모든 돈을 그에게 주었다. 그러나 비슈바미트라는 기부에 만족하지 않고 더 많은 것을 요구했다. 하리시찬드라는 자신을 팔기로 결정했다. 한 불가촉천민 찬달라(실제로는 변장한 야마라자)가 그를 사겠다고 제안했지만, 높은 카스트의 크샤트리야로서 하리시찬드라의 자존심은 이를 허락하지 않았다. 그는 대신 비슈바미트라의 노예가 되겠다고 제안했다. 비슈바미트라는 동의했지만, "당신은 나의 노예이므로 나에게 복종해야 합니다. 나는 당신을 이 찬달라에게 금화와 교환하여 팝니다."라고 선언했다. 찬달라는 현자에게 돈을 지불하고 하리샨드라를 노예로 데려갔다.
찬달라는 하리시찬드라를 자신의 화장터에서 일꾼으로 고용했다. 그는 하리시찬드라에게 그곳에서 화장되는 모든 시체에 대해 수수료를 징수하도록 지시했다. 수수료의 일부는 찬달라에게, 일부는 지역 왕에게, 나머지는 하리시찬드라의 보수가 될 것이었다. 하리시찬드라는 화장터에서 살고 일하기 시작했다. 어느 날 그는 전생을 꿈꾸었고, 자신의 현재 상태가 과거의 죄의 결과임을 깨달았다. 이 악몽 동안 그는 또한 자신의 왕비가 자신 앞에서 우는 것을 보았다. 그가 깨어났을 때, 그는 자신의 왕비가 실제로 자신 앞에서 울고 있는 것을 보았다. 그녀는 뱀에게 물려 죽은 아들의 시체를 안고 있었다. 자신의 불행을 생각하며 하리시찬드라는 자살을 고려했지만, 다음 생에도 자신의 죗값을 계속 치러야 할 것이라는 것을 깨달았다.
한편 왕비는 아들의 시체를 화장할 준비를 했다. 그러나 하리시찬드라는 그녀에게 수수료를 지불하지 않으면 그렇게 할 수 없다고 말했다. 그 동안 모든 신들이 야마라자를 선두로 비슈바미트라와 동행하여 나타났다. 그들은 하리시찬드라의 좋은 자질을 칭찬하고 그를 천국으로 초대했다.
그러나 하리시찬드라는 그의 왕국을 떠나면서 슬퍼했던 백성들 없이는 천국에 가지 않겠다고 거부했다. 그는 자신의 공덕에 있어서 그들도 동등한 공유자라고 믿었고, 백성들도 그와 함께 갈 때만 천국에 갈 것이라고 믿었다. 그는 데바의 왕 인드라에게 자신의 백성들이 적어도 하루 동안은 천국에 갈 수 있도록 허락해달라고 요청했다. 인드라는 그의 요청을 받아들였고, 그와 그의 백성들은 함께 천국으로 올라갔다.
그가 천국으로 승천한 후, 하리시찬드라 왕조의 현자 바시슈타는 12년간의 고행을 마쳤다. 그는 이 기간 동안 하리시찬드라에게 일어났던 일을 알게 되었다. 그는 비슈바미트라와 다투었지만, 궁극적으로 브라흐마에 의해 진정되었다. 브라흐마는 비슈바미트라가 왕을 시험하고 있었을 뿐이며, 실제로는 그가 스바르가로 승천하는 것을 도왔다고 설명했다.

#### 데비 바가바타 푸라나
데비 바가바타 푸라나는 마르칸데야 푸라나에 언급된 것과 유사한 이야기를 담고 있지만, 아이타레야 브라마나 전설에 대한 언급도 포함한다. 이 전설은 비야사가 자나메자야 2세에게 들려주는 것이다. 그것은 하리시찬드라 왕조의 현자 바시슈타가 왕의 정직함과 고귀한 성품을 칭찬하는 것으로 시작한다. 비슈바미트라는 하리시찬드라가 인간인 수나셰파를 희생시키려 했다고 지적하며 이에 반대한다. 그는 하리시찬드라가 고귀한 성품을 가지고 있지 않음을 증명하겠다고 약속하고, 왕을 속여 그의 고행을 방해한다. 나머지 이야기는 사소한 차이점을 제외하고 마르칸데야 푸라나 버전과 유사하다.

### 마하바라타
마하바라타에서 나라다는 유디슈티라에게 하리샨드라가 라자르시(왕현자)이며, 신들의 회의에서 자리를 얻은 유일한 지상의 왕이라고 말한다. 나라다에 따르면, 하리시찬드라는 강력한 황제였고, 지상의 모든 왕들이 그의 주권을 인정했다. 그는 라자수야 야즈나를 수행했다. 의식을 마친 후, 그는 브라만들에게 진미를 대접하고 그들이 원하는 것을 주며 보석을 선물했다. 이러한 이유로 그는 인드라(신들의 왕)와 나란히 자리를 얻는다.

## 대중문화에서
시인 라가반카의 12세기 칸나다어 문학 '하리시찬드라 문학'은 하리시찬드라의 삶을 다룬 매우 인기 있고 찬사를 받는 서사시이다.
하리시찬드라는 인도에서 많은 영화의 주제가 되었다. 가장 초기의 작품은 1913년 둔디라지 고빈드 팔케가 각본 및 감독한 라자 하리시찬드라로, 이것은 인도 최초의 장편 극영화이다. 마라티 영화의 첫 "유성 영화"인 V. 산타람 감독의 아요디차 라자(1932)도 그의 삶을 바탕으로 했으며, 고빈드라오 템베와 두르가 코테가 주연을 맡았다. 이 영화는 나중에 힌디어로 아요디아 카 라자(1932)라는 이름으로 리메이크되어 인도 영화 최초의 이중 언어 유성 영화가 되었다.
텔루구 영화는 이 힌두교 신화 주제에 대해 몇 편의 영화를 제작했는데, 1935년 P. 풀라이아 감독의 하리시찬드라에는 아당키 스리라마 무르티와 P. 칸남바가 출연했으며, 1960년에는 같은 제목의 하리시찬드라 영화가 잠파나 찬드라세카라 라오 감독이 연출하고 S. V. 랑가 라오와 C. 락슈미 라지암이 주연을 맡았다. 유명한 K. V. 레디가 비자야 프로덕션즈 배너 아래 제작하고 감독한 사티야 하리시찬드라 (1965년 텔루구 영화)는 N. T. 라마 라오와 S. 바라락슈미가 출연한다. K. V. 레디는 같은 제목으로 칸나다어로 라지쿠마르 박사를 주연으로 동시에 영화를 제작했다.
타밀어에서는 K. B. 나가부샤남이 하리시찬드라 (1944년 영화)를 감독했으며 P. U. 친나파와 P. 칸남바가 출연했고, 나중에 타밀어로 하리시찬드라 (1968년 영화)라는 제목으로 리메이크되었으며 K. S. 프라카시 라오가 감독하고 시바지 가네산과 G. 바라락슈미가 출연하여 연기와 대사로 인기를 얻었다. 또한 타밀어 구어체에서 라자 하리시찬드라는 절대적인 진실 준수와 동의어이다. 어떤 사람이 자신과 관련된 사람들에게 해가 되더라도 진실을 고집하려 할 때 종종 "라자 하리시찬드라"라고 비난받는다.
칸나다어 서사시 사티야 하리시찬드라 (1965년 칸나다어 영화)는 12세기 호이살라 시인 라가반카의 작품 '하리시찬드라 카비야'를 바탕으로 했으며 라지쿠마르가 주연을 맡았다. 제13회 내셔널 필름 어워드에서 이 영화는 칸나다어 영화 최우수 장편 영화 국가상으로 대통령 은메달을 수상했다. 이 영화는 개봉 당시 엄청난 성공을 거두었으며 카르나타카 영화의 이정표로 여겨진다. 사티야 하리시찬드라는 세 번째 인도 영화이자 첫 번째 남인도 영화로 디지털 컬러링이 적용되었다. 2008년 4월에 개봉된 컬러 버전은 상업적으로 성공했다.
1985년에는 하리시찬드라 왕의 삶을 바탕으로 한 벵골어 영화 하리시찬드라 샤이비야가 개봉되었다. 이 영화는 아르덴두 차테르지가 감독했다. 하리시찬드라는 평생 거짓말을 하지 않은 진실한 남자였기에 사티야바디(항상 진실을 말하는 자)라고도 불린다. 왕과 신 이야기는 그를 바탕으로 했다.

## 사당
- 하리시찬드라 사원은 마하라슈트라주 베드 지구, 와드와니 탈루카, 하리샨드라 핌프리에 위치한다.
- 바라나시의 화장터(현대 이름 바라나시)는 하리시찬드라 가트라고 불린다.

## 같이 보기
- 찬드라하사
- 바라타
- 이크슈바쿠 왕조